# Karl Wöhr
Karl Wöhr (* 1. Dezember 1919 in Stuttgart; † 18. Juli 1985 in Ellwangen) war ein deutscher Jurist und von 1962 bis 1982 Bürgermeister von Ellwangen (Jagst).

## Werdegang
Karl Wöhr studierte Rechtswissenschaft und Volkswirtschaft in Tübingen und München. Die erste juristische Staatsprüfung legte er 1940 ab, anschließend wurde er zum Militär eingezogen. Während des Zweiten Weltkriegs wurde Wöhr mehrmals verwundet. Er geriet schließlich in russische Kriegsgefangenschaft, aus der er im September 1949 entlassen wurde.
Nach der zweiten juristischen Staatsprüfung 1953 arbeitete Wöhr zunächst beim Landratsamt Ulm. Später war er als Stellvertreter des Landrats zunächst beim Landratsamt Vaihingen, dann beim Landratsamt Crailsheim tätig.
Am 3. Dezember 1961 wurde Karl Wöhr zum Bürgermeister von Ellwangen gewählt und trat das Amt 1962 an. 1969 wurde er für weitere zwölf Jahre wiedergewählt. Ellwangen wurde 1972 Große Kreisstadt, wodurch das Stadtoberhaupt den Titel eines Oberbürgermeisters erhielt.
In der Amtszeit von Karl Wöhr wurden in Ellwangen mehrere Schulen (Hariolf-Gymnasium, Eugen-Bolz-Realschule, Berufsschulzentrum, Mittelhofschule), Kindergärten, die Rundsporthalle sowie das Wellenbad geplant und gebaut.
Ein besonderes Anliegen Wöhrs war die internationale Aussöhnung. 1964 wurde eine Städtepartnerschaft mit dem französischen Langres begründet. Karl Wöhr förderte auch Gedenkstätten und Veranstaltungen zu Ehren des Method von Saloniki, der in den 870er Jahren möglicherweise in Ellwangen inhaftiert war.
1985 wurde Karl Wöhr die Ehrenbürgerwürde der Partnerstadt Langres verliehen. Dort hatte er einen Schlaganfall, an dessen Folgen er am 18. Juli in Ellwangen verstarb. Karl Wöhr wurde in einem Ehrengrab auf dem Friedhof von St. Wolfgang in Ellwangen bestattet.
Der Karl-Wöhr-Platz zwischen Schmiedstraße und dem Marktplatz wurde nach ihm benannt.

## Ehrungen
- 1982 Bundesverdienstkreuz 1. Klasse
- 1982 Ehrenbürger von Ellwangen
- 1985 Ehrenbürger von Langres